# Tweespruit
Tweespruit is een klein dorp met 1000 inwoners, in de provincie Vrijstaat in Zuid-Afrika.

## Subplaatsen
Het nationaal instituut voor de statistiek, Stats SA, deelt sinds de census 2011 deze hoofdplaats in in 2 zogenaamde subplaatsen (sub place):
Dawiesville • Tweespruit SP.

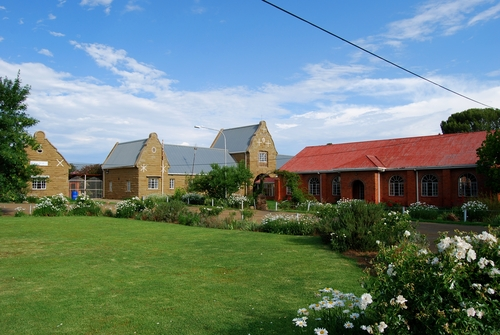
Schoolgebouwen
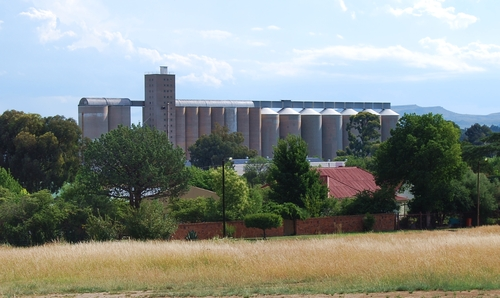
Graansilo's